# Slaget vid Helsingborg (1535)
Denna artikel behandlar slaget under Grevefejden, för fler slag med samma namn, se Slaget vid Helsingborg (olika betydelser).
Slaget vid Helsingborg utspelade sig den 13 januari 1535 som en del av det danska inbördeskriget Grevefejden. Slaget stod mellan en ingripande svensk armé tillsammans med en skånsk adelsarmé och en tysk armé tillsammans med en borgararmé från Malmö. Det slutade med en seger för den svensk-skånska adelsarmén och innebar att de skåneländska landskapen hamnade under Kristian III:s kontroll.

## Bakgrund
Grevefejden bröt ut i maj 1534 när en lybsk armé under greve Kristofer av Oldenburg ryckte in i Jylland med målet att återinsätta Kristian II på Danmarks tron. På grevens sida fanns städerna Köpenhamn och Malmös styrande, som stödde reformationen och ogillade det starka adelsväldet i Danmark, samt en stor del av landets bönder, bland vilka Kristian II var mycket populär. På andra sidan stod större delen av den danska adeln, riksrådet och det högre prästeståndet, som nu valde den tidigare kungen Fredrik I:s son, hertig Kristian, till kung.
För att stärka försvaret av Jylland skeppade det danska riksrådet över ryttare från Skåne, vilket endast lämnade ett adelsuppbåd och länsmännens trupper till försvar av landskapet. Riksmarsken och länsmannen på Helsingborgs slott, en av Skånes mäktigaste män, Tyge Krabbe, försökte samla de resterande trupperna till stöd för Kristian III och drog sig mot Malmö för att kuva stadens styrande. Malmös borgmästare, Jörgen Kock, även han med stor makt i egenskap av kunglig myntmästare, stängde den 28 maj Malmös portar och stadens borgare intog och demolerade Malmöhus slott och tog dess länsman, Mogens Gyldenstjerne, till fånga. Slottet innehöll stora delar av adelns förråd av vapen. Samtidigt anlände en lybsk flotta till Öresund, som landsatte trupper på Själland och förhandlingar mellan Jörgen Kock och den skånska adeln inleddes. Pressade av situationen antog adeln borgarna och greve Kristofers krav och i augusti hyllades han å Kristian II:s vägnar som regent över Skånelandskapen vid Skånes landsting. Tyge Krabbe förestavade hyllningseden i närvaro av ärkebiskop Torben Bille.
På hösten 1534 kontrollerade grevens trupper Skånelandskapen, Själland, Fyn och delar av Jylland. Detta fick den svenske kungen Gustav Vasa att agera, eftersom denne inte kunde tåla att åter se Kristian II på Danmarks tron. Vasa sände en mindre truppstyrka under befäl av Lars Siggesson Sparre till Halland, där man intog Halmstad och belägrade Varbergs fästning. Det svenska ingripandet fick Lübecks råd att tvivla på greve Kristofers förmåga att vinna kriget och man skickade därför den framstående befälhavaren Markus Meyer till Danmark, som snart begav sig till Skåne. Man sökte också stöd från den katolske hertig Albrekt VII av Mecklenburg-Güstrow, som gick med på att skicka en kår under befäl av greve Johan av Hoya till Själland. Beskedet om att svenska trupper hade gett sig in i konflikten fick den skåneländska adeln att ta mod till sig och på nyårsaftonen sade man upp sin trohetsed mot greve Kristofer och erkände Kristian III som sin kung. Man samlade sitt krigsfolk vid Ängelholm och marscherade sedan mot Vä, varifrån man tog kontakt med de svenska trupperna. 
Markus Meyer och Johan av Hoya hade vid det laget inlett en belägring av Halmstad, understödd av en borgararmé från Malmö under ledning av Jörgen Kock. När nyheterna om den skånska adelns motstånd nådde dem bröt de dock den 4 januari belägringen för att undvika att klämmas in mellan två arméer. Johan av Hoya begav sig till Köpenhamn, då han troligen ansåg att Skåne var förlorat, medan Meyer och Kock vände med sina trupper ner mot Helsingborg. De svenska trupperna och det skåneländska adelsuppbådet, som nu slagit sig samman, följde efter.

## Slaget
När den tyska armén nådde Helsingborg tog Meyer kontakt med Tyge Krabbe, som under hela konflikten hållit sig på slottet under noga övervakning från stadens borgare och borgmästaren Mogens Bødker. Han ville på så sätt försäkra sig om att han kunde räkna på länsherrens stöd mot den svenska armén och att han kunde få understöd från slottets kanoner. Krabbe svarade något tvetydigt att han stod på de förbundnas sida, men detta svar godtogs av Meyer. Han ställde därefter upp sina trupper med ryggen mot slottet, längs nuvarande Bergaliden, mellan dominikanerklostret S:t Nicolai och kyrkan S:t Petri, vilka båda numera är försvunna. Enligt planerna skulle slottets kanoner då ha fritt skjutfält så snart man såg fiendetrupperna rycka fram. De tyska trupperna bestod av tre fänikor, motsvarande runt 1 500 man. 
De svenska trupperna, tillsammans med adelsmännens överlägsna rytteri, anlände från Ängeholmsvägen och drog söderut genom snårskogen för att möta Meyers folk från Slottsvången öster om staden. I skydd av halvmörkret på morgonen den 12 januari ryckte den svensk-skånska adelsarmén försiktigt fram mot Helsingborgs slott. Den tyska armén hade intagit sina ställningar framför slottet och vid klockan 8 på morgonen utbröt de första stridigheterna. Enligt uppgifter från Jörgen Kock lyckades de tyska trupperna stå emot de första svenska framryckningarna och stod emot fram till klockan 3 på eftermiddagen, varefter de svenska trupperna drog sig tillbaka. Stridigheterna återupptogs den 13 januari vid samma tid som dagen innan. Vid slagets början vände dock Tyge Krabbe sina kanoner mot de tyska trupperna och lät beskjuta dem med hagelskott från slottet. Meyer och Kock skickade då en adjutant för att underrätta sig om vad som pågick, men när denne inte släpptes in stod det klart att Krabbe hade gått över på sina adelsfränders sida. Fångade mellan kanoneldar från två riktningar flydde de tillsammans med 700 man in innanför klostrets murar. Därifrån lyckades Kock fly ner genom staden varifrån han tillsammans med någonstans mellan 100 och 250 man kunde ta sig över sundet till den själländska sidan. Vid slagets slut öppnade Krabbe slottets portar för den svensk-skånska armén.
Klostret, som låg inom ett eget kastell, belägrades och föll under kraftig beskjutning, både från slottet och de svenska trupperna. Meyer kunde bjuda motstånd i ett dygn innan han tvingades ge upp sin ställning och blev tillfångatagen tillsammans med Michel Blink och junker Peter van Gelleren. De tillfångatagna trupperna fördes dels till Sverige och dels till Ystad, medan Meyer fängslades på Varbergs fästning.

## Följder
Efter slaget vid Helsingborg vände stridslyckan för de Kristian III-trogna och nästan hela Danmark öster om Öresund var under kungens kontroll. Endast Malmö, Landskrona och Varberg, som intagits av den där fängslade Markus Meyer, höll stånd. Efter slaget följde fler segrar för Kristian III, bland annat ett sjöslag vid Bornholm, som bröt Lübecks herravälde över havet, och det avgörande slaget vid Öxnebjerg, där grevens trupper led ett stort nederlag. Lübeck såg då sin sak förlorad och fred slöts i Hamburg i februari 1536. I och med freden kapitulerade Malmö och senare även Varberg. Landskrona hade fallit redan i oktober 1535. Som sista fäste kapitulerade slutligen Köpenhamn den 29 juli 1536 och Kristian III var nu kung över hela Danmark.
Jörgen Kock återvände till Malmö 1537 och lyckades genom stor politisk skicklighet undvika större repressalier från kungen. Kanske blidkades kungen av att den förmögne Kock gav staten flera stora lån och lovade att bekosta återuppbyggnaden av det raserade Malmöhus slott. Kock valdes åter till Malmös borgmästare 1540, en titel han förlorat under inbördeskriget. Tyge Krabbe hade däremot svårt att vinna den lutherske Kristian III:s förtroende. Dels för att han hade bytt sida under kriget, men även för att den konservative Krabbe förblev katolik livet ut. Han fråntogs Helsingborgs slottslän i december 1536, officiellt "paa Grund af Alder og Skröbelighed", men erhöll senare Ängelholms stad som förläning. Han behöll sin plats i riksrådet fram till sin död 1541 och bar som riksmarsk rikssvärdet vid Kristian III:s kröning i augusti 1537. 
Markus Meyer hade som nämnts ovan lyckats erövra sitt fängelse, Varbergs fästning, som han höll fram till 1536, då Kristian III-trogna trupper kunde inta slottet. Meyer fördes till Helsingör, där han stod inför rätta och senare avrättades. De tillfångatagna tyska legoknektarna betalade i Sverige sin lösen genom att utan ersättning tjäna Gustav Vasa i en månad, varefter de sedan gick över i svensk tjänst.